# هیزل کینر
هیزل کینر (انگلیسی: Hazel Keener; ۲۲ اکتبر ۱۹۰۴ – ۷ اوت ۱۹۷۹) هنرپیشه، بازیگر تلویزیون، و بازیگر سینما اهل ایالات متحده آمریکا بود.
از فیلم‌ها یا برنامه‌های تلویزیونی که وی در آن نقش داشته‌است می‌توان به هارولد لوید به دانشگاه می‌رود اشاره کرد.